# 張念祖
张念祖（1902年—1947年），男，汉族，辽宁省朝阳县照星沟人，中华民国政治人物，曾任开鲁县县长。

## 生平
张念祖生于一个官僚家庭。其父张秉彝曾经在中华民国初年两度出任开鲁县知事（相当于县长）。张念祖是张秉彝三个儿子中的老二，人称“张二少爷”。1916年，张念祖随父到开鲁县。后来他毕业于开鲁县第一高等小学第一期。毕业后，他到北京、天津等地学习。1920年，他入天津南开大学附设国高班复习英语，后考入南开大学。从南开大学毕业以后，他曾任平泉县税务局局长。
1931年九一八事变后，张念祖携妻子（奉天人，即今沈阳人）回到开鲁县。1933年3月，日军占领开鲁县，张念祖举家迁往北平。日军占领下任开鲁县县长的姜明远和张念祖是朋友。满洲国兴安西省成立后，姜明远兼任美孚洋行驻兴安西省代办处负责人。张念祖在北平闲居，经姜明远介绍，回到开鲁县。1934年，张念祖任开鲁农务会会长。1935年，张念祖任开鲁街街长（相当于后来的开鲁镇镇长）至1945年。
抗日战争胜利后，张念祖出面组织开鲁地方临时治安维持会并任会长。1945年11月中旬，自封“热北七县联防司令”，在县城东门里原警察署旧址挂牌，先后收编占中原、天荣、青林好、西来军、占北边等匪队近千人，编为六个大队、两个独立中队和一个支队（当时称“降队”或“降大杆子”）。张念祖任总司令，高义山任副总司令，鲁国栋任高参兼第三大队大队长。1946年1月，中国共产党领导的新四军第三师第八旅第24团（团长唐克，政委陈友人）部队相继占领通辽、开鲁，张念祖率部逃到奈曼旗大沁他拉镇成立绥东县政府，随即因新四军第三师部队跟踪追击，继续逃到朝阳县、阜新县一带。经驻北票县尖子山的第十三军直属工兵营的熟人引荐，赴朝阳县面见了国民政府熱河省政府主席刘多荃，被正式任命为开鲁县县长。所率的残部经热河省保安副司令葛晏春少将检阅，正式宣布张念祖残部经省方点验改编为“热北七县联防司令部”并出任少将司令。1946年10月，东北国军在东满、西满同时展开攻势，第七十一军第88师从四平相继攻占郑家屯、通辽，配属该军的非正规保安部队“暂六师”第16团于10月26日在在蒙古骑兵配合下占领开鲁，张念祖也重新回到开鲁，1946年11月被热河省政府主席刘多荃任命为开鲁县县长，和热河人民自卫军李守信部合作，对抗中国共产党。1947年2月27日，东北民主联军西满军区保一旅（旅长马仁兴）、辽吉军区一分区沈北支队（支队长马庆功、政委刘世昌，即第14团）、长江骑兵团（通辽县、开鲁县的干部战士组成）等部，强攻开鲁县城，全歼守军“暂六师”第16团第三营，开鲁县政府、县保安队2千余人，蒙古骑兵降队、匪队4千余人，县长张念祖、国民党开鲁县党部书记长房忠杰等33名首要被就地处决。